# Bernina-Alpen
Die Bernina-Alpen sind eine Gebirgsgruppe im Westen der zentralen Ostalpen beiderseits der Grenze zwischen Italien und der Schweiz im Kanton Graubünden sowie in der Provinz Sondrio. Ihr höchster Berg, der 4048 m hohe Piz Bernina, ist der einzige Viertausender der Ostalpen.

## Lage und Grösse
Die Bernina-Alpen werden umgrenzt (im Uhrzeigersinn ab Nord) von Berninabach, Berninapass, Acqua da Pila, Poschiavino, Adda, Comer See, Mera, Malojapass sowie Inn und bedecken eine Fläche von 1470 km² bei einem Umfang von 181 km. Am Ufer des Comer Sees befindet sich ihr niedrigster Punkt auf 199 m s.l.m., womit sich eine Differenz zum höchsten von 3850 m ergibt.

## Gruppen-Einteilung
Die Bernina-Alpen werden folgendermassen unterteilt:

### Berninagruppe
Die Berninagruppe östlich des zentral im Hauptkamm liegenden Murettopasses umfasst die höchsten Berge der Bernina-Alpen.

### Südliches Bergell – Monte Disgrazia
Westlich des Murettopasses befindet sich die Gebirgsgruppe Südliches Bergell – Monte Disgrazia. Sie wird auch als Masino-Bergell-Gruppe oder Val-Masino-Gruppe bezeichnet.

## Bedeutende Berge
Die Berge der Berninagruppe (Ostteil der Bernina-Alpen) werden dort aufgeführt.
- Monte Disgrazia, 3678 m s.l.m.
- Cima di Castello, 3388 m s.l.m.
- Cima di Rosso, 3369 m s.l.m.
- Piz Cengalo, 3369 m s.l.m.
- Piz Badile, 3308 m s.l.m.
- Pizzo Ligoncio, 3032 m s.l.m.

## Schutzhütten
Im gesamten Bereich liegen folgende alpine Hütten:
- Bovalhütte, Sektion Bernina des SAC, 2495 m ü. M.
- Tschiervahütte, Sektion Bernina des SAC, 2573 m ü. M.
- Coazhütte, Sektion Rätia des SAC, 2610 m ü. M.
- Fornohütte, Sektion Rorschach des SAC, 2574 m ü. M.
- Albignahütte, Sektion Hoher Rohn des SAC, 2336 m ü. M.
- Rifugio Marco e Rosa, Sektion Valtellina des CAI, 3609 m s.l.m.
- Rifugio Marinelli Bombardieri, Sektion Valtellina des CAI, 2813 m s.l.m.
- Rifugio Carate Brianza, Sektion Carate Brianza des CAI, 2636 m s.l.m.
- Rifugio Cesare Ponti, Sektion Mailand des CAI, 2559 m s.l.m.
- Rifugio Longoni, Sektion Seregno des CAI, 2450 m s.l.m.
- Rifugio Roberto Bignami, Sektion Mailand des CAI, 2401 m s.l.m.
- Rifugio Allievi-Bonacossa, Sektion Mailand des CAI, 2388 m s.l.m.
- Rifugio Antonio Omio, Sektion SEM des CAI, 2100 m s.l.m.
- Rifugio Bosio-Galli, Sektion Desio des CAI, 2086 m s.l.m.
- Rifugio Luigi Brasca, Sektion Mailand des CAI, 1304 m s.l.m.

## Hinweis
Zur Geologie und zu Gletschern wird auf den Artikel Berninagruppe verwiesen.

## Galerie
Bilder der Berninagruppe (Ostteil der Bernina-Alpen) werden dort gezeigt.

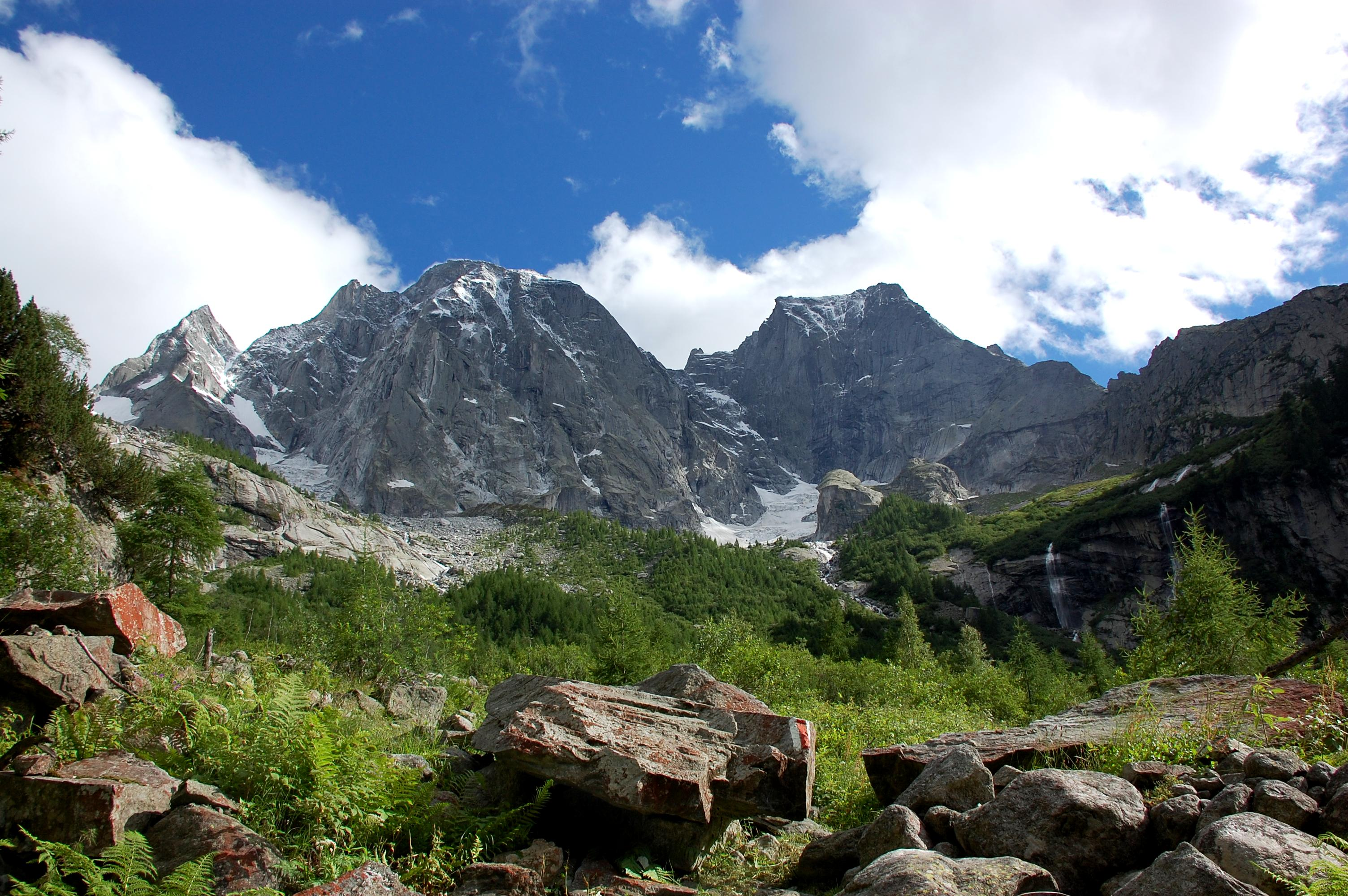
Piz Cengalo links, Piz Badile rechts
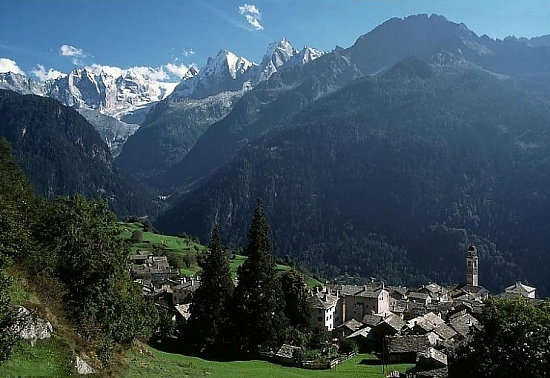
Blick aus dem Bergell nach Südosten
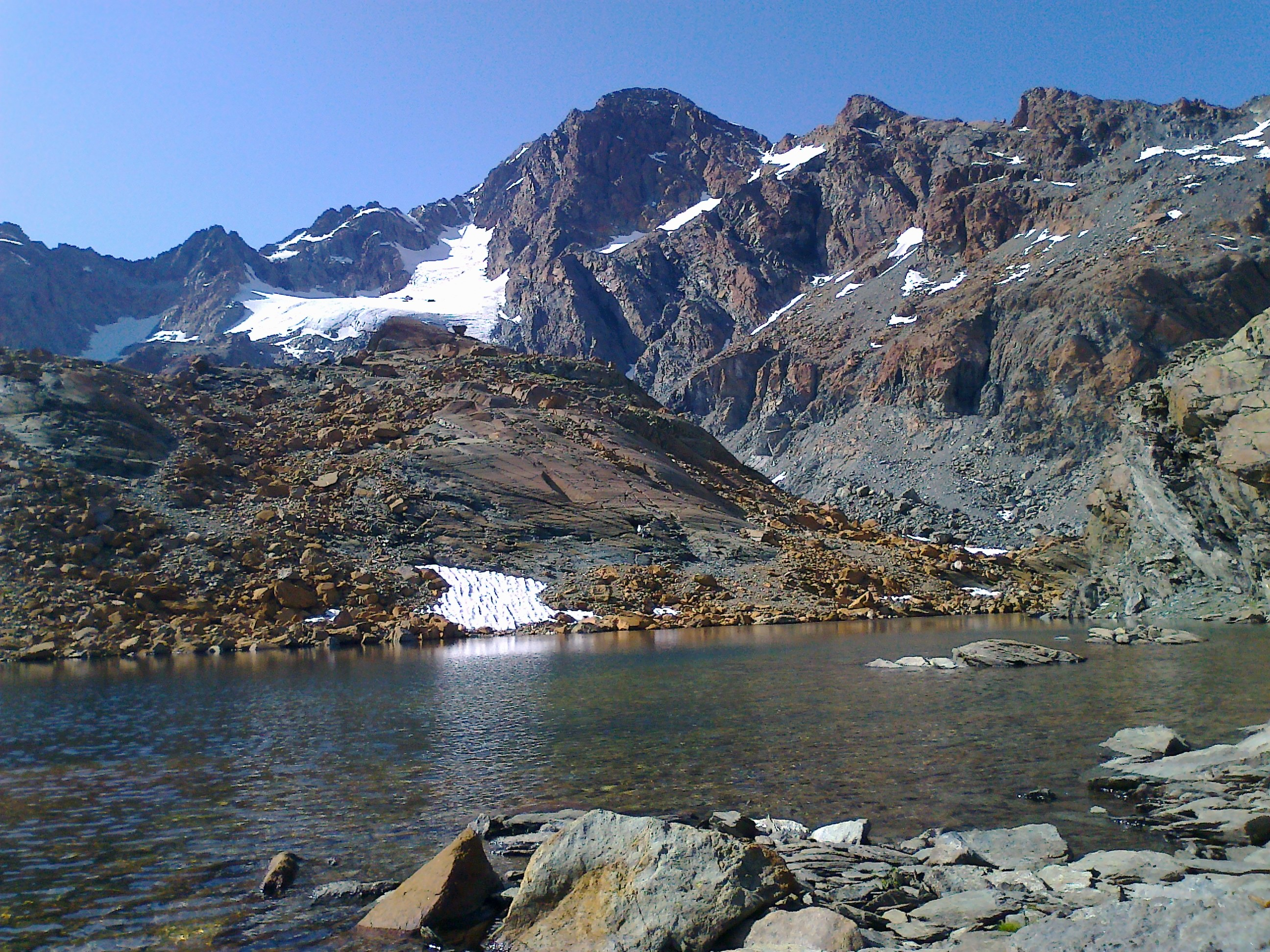
Monte Disgrazia von Südosten